# Madrange
Die Madrange ist ein Fluss in Frankreich, der im Département Corrèze in der Region Nouvelle-Aquitaine verläuft. Sie entspringt im Massif des Monédières, beim Col du Bos, im Gemeindegebiet von Saint-Augustin und durchquert im Oberlauf den Regionalen Naturpark Millevaches en Limousin. Sie entwässert generell Richtung Südsüdwest und mündet nach rund 21 Kilometern im Gemeindegebiet von Pierrefitte als linker Nebenfluss in die Vézère.

## Orte am Fluss
(Reihenfolge in Fließrichtung)
- La Forêt de Chauzeix, Gemeinde Saint-Augustin
- Madranges
- La Praderie, Gemeinde Le Lonzac
- Le Suc, Gemeinde Le Lonzac
- Chaillac, Gemeinde Chamboulive
- La Maisonneuve, Gemeinde Chamboulive
- Signarbieux, Gemeinde Chamboulive
- Raboux, Gemeinde Pierrefitte